# لويس جبريل
لويس جبريل (بالإنجليزية: Louis Gabriel)‏ هو مصور أسترالي، ولد في 25 يونيو 1857، وتوفي في 10 فبراير 1927.